# Jean Baptiste Le Roux de Coëtando
Pour les articles homonymes, voir Le Roux.
Jean Baptiste Le Roux de Coëtando (1739-1817), comte de Coëtando, est un gentilhomme breton né au manoir de Kermérien à Goudelin et décédé au château du Bois de la Motte à Pleslin-Trigavou.
En 1750, il devient page du roi, à Versailles. Le 24 mai 1755, il intègre les mousquetaires noirs chargé de la garde du roi. En 1757, il entre comme enseigne au régime de Brissac-Infanterie du duc d'Aiguillon. Il participe à la bataille de Saint-Cast, le 11 septembre 1758.
Promu lieutenant du roi en 1760, il fait les dernières campagnes de la guerre de Sept ans.
Il est promu capitaine en 1770 et colonel en 1774. Il épouse la même année Françoise Angélique de Cahideux du Bois de la Motte.
Il est fait chevalier de l'Ordre royal et militaire de Saint-Louis en 1778, à raison de deux blessures reçues à Saint Cast et en Allemagne.
Il émigre en 1791 et débarque à Quiberon en 1795. Il décède en 1817, deux ans après son admission à la retraite. Il était le dernier représentant de cette famille. 
Jean Baptiste Le Roux de Coëtando était propriétaire du Château de Coat-an-Doch en Lanrodec, qui passe, après 1820 à Francis Le Saulnier de Saint-Jouan puis, en 1935, aux frères salésiens.

## Sources
- Jean Baptiste Le Roux, comte de Coëtando, le dernier d'une longue lignée P François L'Hostis – Les Carnets du Goëlo no 21 (2005), bulletin de la Société d'études historiques et archéologique du Goëlo